# Maltypus balabagensis
Maltypus balabagensis es una especie de coleóptero de la familia Cantharidae.

## Distribución geográfica
Habita en Palawan (Filipinas).